# Vogelfreistätte Stausee Bertoldsheim
Koordinaten: 48° 43′ 59,8″ N, 11° 0′ 36,8″ O
Die Vogelfreistätte Stausee Bertoldsheim befindet sich in der Donau im Landkreis Neuburg-Schrobenhausen im bayerischen Regierungsbezirk Oberbayern.
Der Stausee Bertoldsheim liegt an der Donau südlich Bertoldsheim in der Marktgemeinde Rennertshofen. Er hat eine Wasserfläche von rund 109 ha und eine maximale Tiefe von 10 m. Auf den Gemeindeflächen von Rennertshofen umfasst er eine Gesamtfläche von 100 ha. Die Meldung als Schutzgebiet als Teil des Ramsargebietes „Lech-Donau-Winkel“ erfolgte 1989, später kam eine Meldung im Rahmen des europäischen Vogelschutzgebietes „Donauauen zwischen Lechmündung und Ingolstadt“ und damit die gleichzeitige Schutzstellung im Rahmen des europäischen Verbundnetzes „Natura2000“.

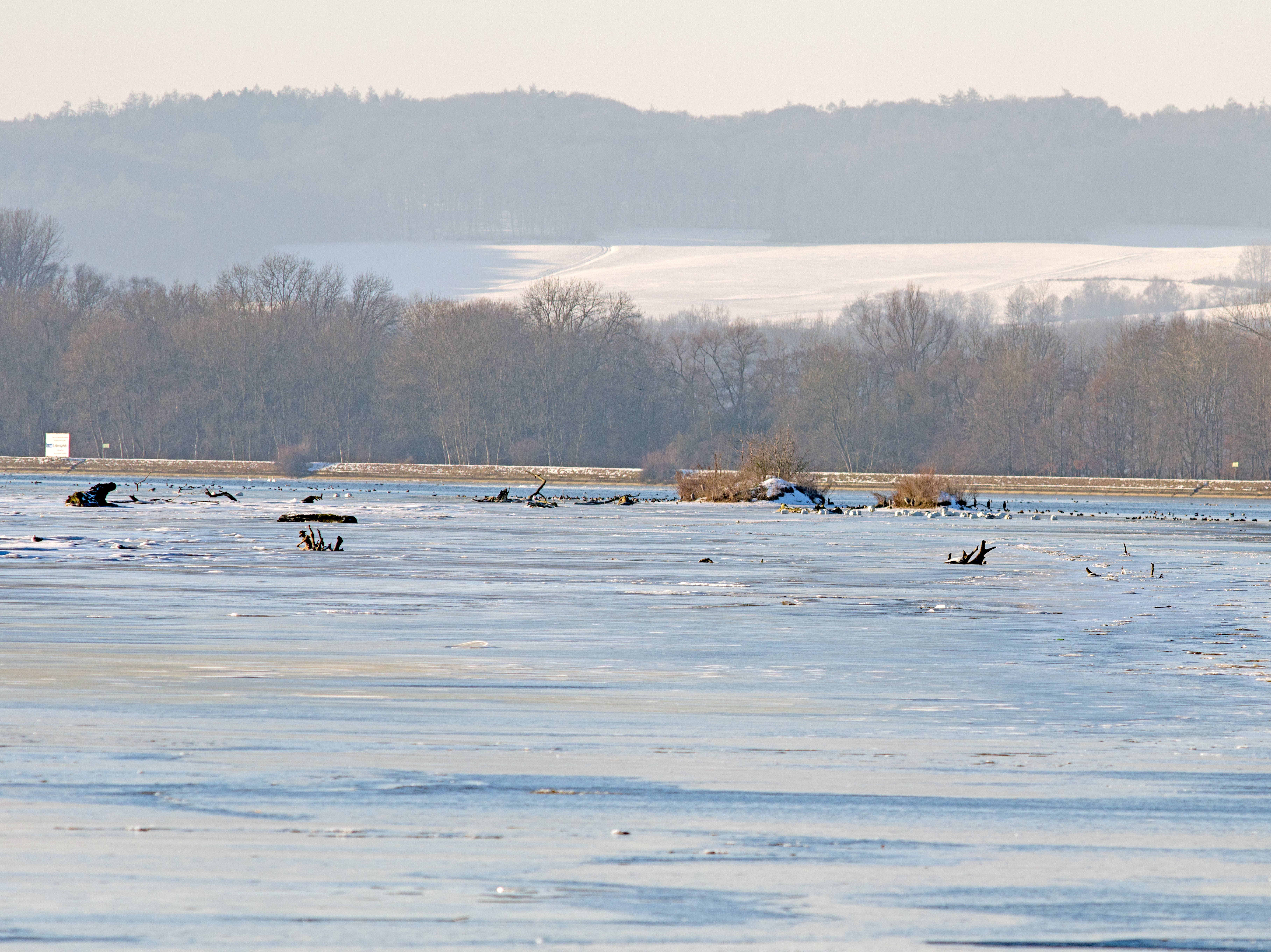
Der abgesenkte Stausee an einem eisigen Wintertag mit einer Vielzahl an kleineren Wasservögeln, Wildgänsen mehrerer Arten, Reihern, Sing- und Zwergschwänen

Der Stausee sowie umgebende Gebiete sind gleichzeitig Teil des FFH-Gebiets Kennnummer 7232-301 „Donau mit Jura-Hängen zwischen Leitheim und Neuburg“ und des SPA-Gebiets 7231-471 „Donauauen zwischen Lechmündung und Ingolstadt“. Weiterhin ist die Vogelfreistätte Bertoldsheimer Stausee auch Teilfläche des Ramsargebietes „Lech-Donau-Winkel“ und unterliegt damit auch gleichzeitig dem Europäischen Artenschutzprogramm Natura 2000. Es besteht eine moderate Nutzung durch Freizeitaktivitäten wie Segeln und Angeln, weiter besteht für Kanuwanderer eine kleine Bootsschleuse. Alle Aktivitäten unterliegen strikten Auflagen wie Abstandsgebote zu den Vogelinseln sowie Fahrverbote zwischen 15. November und 15. März außerhalb der Fahrrinne der Donau.
Die Vogelfreistätte zeichnet sich durch mehrere künstlich aufgeschüttete Vogelinseln – Betretungsverbot – und ausgedehnte Flachwasserzonen aus, in denen teils riesige Baumstämme, teils Geäst als Sitz- und Ruhehilfe für Vögel verteilt sind.
Das Areal gilt zusammen mit der Vogelfreistätte Feldheimer Stausee als europäisch bedeutsamer Rast- und Überwinterungsplatz nordischer Zugvögel sowie als Brut- und Mausergebiet für Wasservögel.
Südlich anschließend des durch Dämme gedichteten Stausees findet sich ein großer Altwasser- und Uferbereich mit sekundären Auwaldentwicklungen sowie natürlichen Auwaldresten, herausragend ist in diesem Gebiet das „Donaualtwasser Schnödhof (Naturschutzgebiet)“.